# Yákov Protazánov
Yákov Aleksándrovich Protazánov (Яков Александрович Протазанов: Moscú, 1881– ibíd., 1945) fue, junto con Aleksandr Janzhónkov y Vladímir Gardin (Владимир Гардин: 1877 - 1965), uno de los fundadores del cine de Rusia.
Entre 1911 y 1918 dirigió más de 80 largometrajes, entre ellos La dama de picas (Пиковая дама, 1916) y El padre Sérguiy (Отец Сергий, 1917), adaptación de la novela homónima de León Tolstói. Esas dos películas fueron calificadas como obras maestras. Iván Mozzhujin (Иван Мозжухин: 1889 - 1939) fue la estrella de muchos de los primeros trabajos cinematográficos de Protazánov.
Después de la Revolución de Octubre, Protazánov permaneció en Europa occidental pero regresó a Rusia en 1923. Los años siguientes dirigió Aelita, posiblemente la primera película soviética sobre viajes espaciales.
En 1928, dirigió Águila Blanca (Белый орёл), con Vsévolod Meyerhold y Vasili Kachálov (Василий Качалов: 1875 - 1948) como actores principales. El juicio de los tres millones (Процесс о трёх миллионах, 1926) y La Fiesta de San Jorgen (Праздник святого Йоргена, 1930) lanzaron las carreras cinematográficas de Ígor Ilinski (Игорь Ильинский: 1901 – 1987) y Mijaíl Zhárov (Михаил Жаров: 1899 - 1981).
El musical antifascista Marionetas (Марионетки, 1934), dirigido junto con Porfiri Podobed y con la participación del actor Anatoli Którov (Анатолий Кторов: 1898 – 1980), fue su primera película sonora. Su última obra destacable fue una adaptación de 1936 de La novia sin dote (Бесприданница, 1853), pieza de teatro de Aleksandr Ostrovski.